# Rapporteur public
Pour les articles homonymes, voir Rapporteur (homonymie).
En France, le rapporteur public est un magistrat membre d'une juridiction administrative ou du Tribunal des conflits intervenant publiquement, de manière indépendante, à l’audience pour analyser le litige et proposer une solution.
Cette fonction était auparavant connue sous l'appellation de « commissaire du gouvernement ».

## Historique
La fonction est créée au sein du Conseil d'État par les ordonnances des 2 février et 12 mars 1831 et il est dénommé à l'époque « maître des requêtes faisant fonction de ministère public » ou « commissaire du roi »,.
L'appellation sous laquelle cette fonction reste la plus connue, celle de « commissaire du gouvernement », est introduite sous la seconde République en 1849.
Dans l'arrêt Esclatine du 29 juillet 1998, le Conseil d'État décrit ainsi le rôle du commissaire du Gouvernement (dans une formulation qui rappelle celle de son arrêt Gervaise du 10 juillet 1957) : il « a pour mission d'exposer les questions que présente à juger chaque recours contentieux et de faire connaître, en formulant en toute indépendance ses conclusions, son appréciation, qui doit être impartiale, sur les circonstances de fait de l'espèce et les règles de droit applicables ainsi que son opinion sur les solutions qu'appelle, suivant sa conscience, le litige soumis à la juridiction à laquelle il appartient » ; il n'est pas une partie au litige et prononce ses conclusions après la clôture de l'instruction, ses conclusions n'étant pas soumises à une discussion contradictoire par les parties.
Le 7 juin 2001, la Cour européenne des droits de l'homme, dans l'arrêt Kress c/ France, juge que le rôle du commissaire du Gouvernement est contraire au droit à un procès équitable. Par conséquent son rôle même est une atteinte à l'article 6-1 de la Convention européenne des droits de l'homme. Plusieurs réformes se sont ensuivies. Ainsi, à compter de décembre 2005, le commissaire « assiste au délibéré. Il n’y prend pas part. », puis depuis le 1er septembre 2006, au sein des tribunaux administratifs et des cours administratives d'appel : « la décision est délibérée hors la présence des parties et du commissaire du Gouvernement », tandis qu’au Conseil d’État « sauf demande contraire d’une partie, le commissaire du Gouvernement assiste au délibéré. Il n’y prend pas part. »,,
Toujours pour clarifier son rôle, le commissaire au Gouvernement prend le nom de « rapporteur public » en 2009,,. Le changement d'appellation vise à mettre en évidence leur indépendance et à les distinguer des « commissaires du gouvernement » devant certaines commissions administratives, où il s'agit de représentants de l'administration. Le but est donc d'éviter quelques ambiguïtés ou quelques erreurs concernant la fonction. Il semble avoir été suggéré pour la première fois par Léon Noël, alors président du Conseil constitutionnel, après l’affaire Canal, Robin et Godot,, à une époque où les relations entre le Conseil d'État et le général de Gaulle passaient par une phase particulièrement délicate. Le vice-président du Conseil d'État annonce le 25 juin 2008 que l'appellation de « rapporteur public » est retenue. Après consultation du Conseil supérieur des tribunaux administratifs et cours administratives d'appel le 21 octobre 2008, le décret effectuant ce changement a été signé le 7 janvier 2009,.
L'appellation est également modifiée pour les commissaires du gouvernement du Tribunal des conflits en 2015.
Enfin, à compter du 1er février 2009, « les parties ou leurs mandataires peuvent présenter de brèves observations orales après le prononcé des conclusions du rapporteur public ».
En 2020, François Molins propose que les fonctions exercées par les avocats généraux lorsqu’ils concluent devant les différentes formations de la Cour de cassation prennent la dénomination de rapporteurs publics, afin de dissiper toute confusion avec les parquets des juridictions du fond.

## Rôle
Le rapporteur public « expose publiquement, et en toute indépendance, son opinion sur les questions que présentent à juger les requêtes et sur les solutions qu'elles appellent ».
Les juridictions ne sont pas tenues de justifier, par les mentions de leurs décisions, l'absence du rapporteur public au délibéré.
Les conclusions du rapporteur public correspondent à son avis sur l'affaire qu’il développe librement à l’audience. Elles doivent être motivées et il ne peut s’en remettre à la sagesse de la juridiction.
Les parties peuvent demander communication du sens général des conclusions du rapporteur public préalablement à l’audience. Ce « sens général » ne comprend pas le détail du raisonnement du rapporteur public,.
Ces conclusions, qui demeurent sa propriété exclusive, sont souvent uniquement orales . Il est totalement libre de communiquer ou non celles qu’il a rédigées à ceux qui le lui demandent après l’audience. Il peut également les publier (par exemple dans les revues juridiques) ou les diffuser sur la base de données ArianeWeb. Il n'y est jamais obligé.
À l’audience, les parties ont la possibilité, consacrée par la pratique, de produire une « note en délibéré » pour compléter leurs observations orales ou répondre aux conclusions du rapporteur public. Cette possibilité a été intégrée dans le code de justice administrative. La décision de la formation de jugement doit mentionner la production d'une telle note. Si besoin est, la formation de jugement peut aussi rayer l’affaire du rôle d'audience pour rouvrir l’instruction, en soumettant les éléments nouveaux au débat contradictoire entre les parties.
Certaines conclusions de rapporteurs publics devant le Conseil d'État sont de véritables petits traités de droit qui ont marqué le droit administratif. Elles aident à comprendre les jurisprudences les plus importantes et les grands arrêts du Conseil d'État.

## Mode de désignation
Au Conseil d’État, depuis 2005, les rapporteurs publics sont désignés par arrêté du vice-président du Conseil d'État pris sur proposition du président de la section du contentieux. 
Pour les tribunaux administratifs et les cours administratives d’appel, ils sont désignés par arrêté du vice-président du Conseil d'État pris sur proposition du président de la juridiction et après avis conforme du Conseil supérieur des tribunaux administratifs et des cours administratives d'appel.
Au Tribunal des conflits, depuis 2015, deux membres du Conseil d’État, élus par son assemblée générale parmi les rapporteurs publics, et deux membres du parquet général de la Cour de cassation, élus par l’assemblée générale des magistrats hors hiérarchie du parquet général parmi eux, sont chargés des fonctions de rapporteur public. Ils sont élus pour trois ans et rééligibles deux fois.